# Utkarsh Ambudkar
Utkarsh Ambudkar (Baltimora, 8 dicembre 1983) è un attore statunitense.

## Biografia
Utkarsh Ambudkar è nato a Baltimora, figlio di scienziati indiani del National Institutes of Health. Ha studiato recitazione all'Università di New York, laureandosi nel 2004.
Ha fatto il suo esordio cinematografico nel 2007 nella commedia Rocket Science e da allora è apparso in numerosi film, tra cui Brittany non si ferma più, Free Guy - Eroe per gioco e Marry Me - Sposami.
In campo televisivo è noto soprattutto per i ruoli ricorrenti di Rishi Lahiri in The Mindy Project, Malcolm in White Famous e Mr Kulharni nella seconda e terza stagione di Non ho mai...
Molto attivo sulle scene dell'Off-Broadway, Ambudkar ha collaborato spesso con il Premio Pulitzer Lin-Manuel Miranda. Nel 2013 ha interpretato Aaron Burr in una dei primi allestimenti di Hamilton, mentre nel 2019 ha fatto il suo debutto a Broadway nel musical Freestyle Love Supreme; nel 2021 Miranda l'ha diretto nel film Tick, Tick... Boom!.
Dal 2019 è sposato con la fidanzata di lunga data Naomi Campbell; la coppia ha avuto due figli.

## Filmografia parziale

### Cinema
- Voices (Pitch Perfect), regia di Jason Moore (2012)
- Un poliziotto ancora in prova (Ride Along 2), regia di Tim Story (2016)
- La bottega del barbiere 3 (Barbershop: The Next Cut), regia di Malcolm D. Lee (2016)
- Game Over, Man!, regia di Kyle Newacheck (2018)
- Brittany non si ferma più (Brittany Runs a Marathon), regia di Paul Downs Colaizzo (2019)
- Mulan, regia di Niki Caro (2020)
- Fata madrina cercasi (Godmothered), regia di Sharon Maguire (2020)
- La galleria dei cuori infranti (The Broken Hearts Gallery), regia di Natalie Krinsky (2021)
- Free Guy - Eroe per gioco (Free Guy), regia di Shawn Levy (2021)
- Tick, Tick... Boom!, regia di Lin-Manuel Miranda (2021)
- Marry Me - Sposami (Marry Me), regia di Kat Coiro (2022)
- The Drop, regia di Sarah Adina Smith (2022)
- World's Best, regia di Roshan Sethi (2023)
- La mia amica Zoe (My Dead Friend Zoe), regia di Kyle Hausmann-Stokes (2024)

### Televisione
- House of Lies - serie TV, episodio 1x4 (2012)
- The Mindy Project - serie TV, 10 episodi (2013-2017)
- I Muppet - serie TV, 3 episodi (2016)
- Being Mary Jane - serie TV, 4 episodi (2016)
- White Famous - serie TV, 10 episodi (2017)
- Dimension 404 - serie TV, episodio 1x3 (2017)
- Special - serie TV, 3 episodi (2021)
- Non ho mai... (Never Have I Ever) - serie TV, 10 episodi (2021-2023)
- The Dropout - serie TV, 3 episodi (2022)
- Avatar - La leggenda di Aang (Avatar: The Last Airbender) - serie TV, 3 episodi (2024) – Re Bumi
- Running Point – serie TV, un episodio (2025)

### Doppiaggio
- China, IL - serie TV, episodio 2x10 (2013)
- I Simpson (The Simpsons) - serie TV, episodio 27x12 (2016)
- Trolls - La festa continua! (Trolls: The Beat Goes On!) - serie TV, 2x3 (2018)
- Mira - Detective reale (Mira, Royal Detective) - serie TV, 54 episodi (2020-2022)
- Tom & Jerry, regia di Tim Story (2021)
- Robot Chicken - serie TV, episodio 11x8 (2021)
- L'era glaciale - Le avventure di Buck (The Ice Age Adventures of Buck Wild), regia di John C. Donkin (2022)

## Doppiatori italiani
Nelle versioni in italiano delle opere in cui ha recitato, Utkarsh Ambudkar è stato doppiato da:
- Andrea Oldani in The Mindy Project, Dimension 404, Brittany non si ferma più
- Nanni Baldini in Fata madrina cercasi!, The Dropout, La mia amica Zoe
- Simone Crisari in Voices, Game Over, Man!
- Daniele Giuliani ne I Muppet, Free Guy - Eroe per caso
- Massimo Triggiani in White Famous, The Drop
- Michele Botrugno in Tick, Tick... Boom!
- Gabriele Lopez in Non ho mai...
- Mattia Bressan in World's Best
- Davide Lepore in Avatar - La leggenda di Aang
- Paolo De Santis in Running Point

Da doppiatore è sostituito da:
- Luca Laurenti in Tom & Jerry